# 조니 윈터
조니 윈터(Johnny Winter, 1944년 2월 23일 ~ 2014년 7월 16일)는 미국의 기타리스트, 가수다. 슬라이드 기타 연주자이기도 하다. 2003년 ‘블루스 명예의 전당’에 헌액됐으며 미국의 음악잡지 ‘롤링스톤’에서 ‘가장 위대한 기타리스트 100’에서 63위에 오른 선정된 명실상부 블루스계의 거장이었다. 그는 선천성 색소 결핍인 백피증과 길게 늘어트린 하얀 머릿결로 무대에선 단연 눈에 띄는 연주가였다.

## 생애
1944년 텍사스 보몬트에서 태어난 조니 윈터는 다섯 살 때부터 우쿨렐레, 클라리넷 등을 배웠으며 14세 때 친동생 에드가 윈터와 밴드를 결성했다. 10대 때 클래런스 갤로우에게 블루스를 배웠고 60년대 중반가지 휴스턴 스튜디오 등지를 돌며 연주했다. 조니 윈터가 유명세를 타기 시작한 것은 1968년 《롤링 스톤》의 텍사스 특집 기사에 실리면서다. 이듬해 조니 윈터는 데뷔 음반 《Johnny Winter》를 발표하고 본격적으로 이름을 알리기 시작한다. 음반 계약을 맺은 그는 '굿모닝 리틀 스쿨걸' 같은 히트곡을 냈으며 1969년 세계적인 음악 축제 우드스톡 페스티벌을 통해 이름을 널리 알리면서 1960~70년대를 풍미했다.
조니 윈터는 릭 데린저와 함께 조니 윈터 밴드를 결성해 활동하기도 했으며 비비 킹, 윌리 딕슨, 머디 워터스 등 블루스의 전설들과 함께 작업을 했다. 조니 윈터가 프로듀스를 맡은 머디 워터스의 앨범 《I’m Ready》는 그래미상을 수상하기도 했다. 머디 워터스에게 큰 영향을 받은 조니 윈터는 파이프 자른 것을 슬라이드바로 사용했다. 마약 중독을 치료하기 위해 공백기를 가진 윈터는 최근 수년간 슬래시, 에릭 클랩턴, 올맨 브라더스 등 다양한 장르의 연주자와 협연하면서 계속 레코딩 작업을 해왔으며 유명 음악상 후보에 꾸준히 이름을 올리기도 했다.
조니 윈터는 올해 텍사스 오스틴에서 열린 ‘사우스 바이 사우스웨스트’에서 열정적인 공연을 펼치는 등 노년에도 정력적인 활동을 펼쳤다. 죽기 이틀 전인 14일에는 프랑스 까오르 블루스 페스티벌에서 공연했으며 9월에 새 앨범을 발표할 계획이었던 것으로 알려졌다. 미국 언론은 2014년 7월 16일 조니 윈터가 70세를 일기로 스위스 취리히의 호텔에서 사망한 채 발견됐다고 보도했다. 사인은 아직 밝혀지지 않았다. 그의 공식 페이스북에 올라온 성명은 "고인의 부인과 가족, 밴드 동료 모두 사랑하는 사람과 세계 최고의 기타리스트를 잃은 데 슬픔을 감추지 못하고 있다"고 전했다.

## 음반
스튜디오 음반
- The Progressive Blues Experiment (Sonobeat 1968, re-released by UA/Imperial 1969)
- Johnny Winter (Columbia 1969)
- Second Winter (Columbia 1969)
- Johnny Winter And (Columbia 1970)
- Still Alive and Well (Columbia 1973)
- Saints & Sinners (Columbia 1974)
- John Dawson Winter III (Columbia 1974)
- Nothin' but the Blues (Blue Sky 1977)
- White, Hot and Blue (Blue Sky 1978)
- Raisin' Cain (Blue Sky 1980)
- Guitar Slinger (Alligator 1984)
- Serious Business (Alligator 1985)
- Third Degree (Alligator 1986)
- The Winter of '88 (MCA/Voyager 1988)
- Let Me In (Point Blank 1991)
- Hey, Where's Your Brother? (Point Blank 1992)
- I'm a Bluesman (Virgin 2004)
- Roots (Megaforce 2011)
- Step Back (Megaforce 2014)

라이브 앨범
- Live Johnny Winter And (Columbia 1971)
- Captured Live! (Blue Sky 1976)
- Together (Blue Sky 1976) – with Edgar Winter
- Live in NYC '97 (Virgin 1998)
- The Woodstock Experience (Sony/Legacy 2009)
- Live at the Fillmore East 10/3/70 (Collectors' Choice 2010)